# Hinzenbach
Hinzenbach je obec v okrese Eferding v rakouské spolkové zemi Horní Rakousy.

## Geografie
Hinzenbach leží v oblasti Hausruckviertel. Přibližně 10 % rozlohy obce tvoří lesy a 77 % zemědělská půda.

## Sport
V obci se nachází skokanské můstky zvané Aigner-Schanzen.